# Åmli
Åmli ist eine Kommune im norwegischen Fylke Agder. Die Kommune hat 1778 Einwohner (Stand: 1. Januar 2025). Verwaltungssitz ist der gleichnamige Ort Åmli.

## Geografie

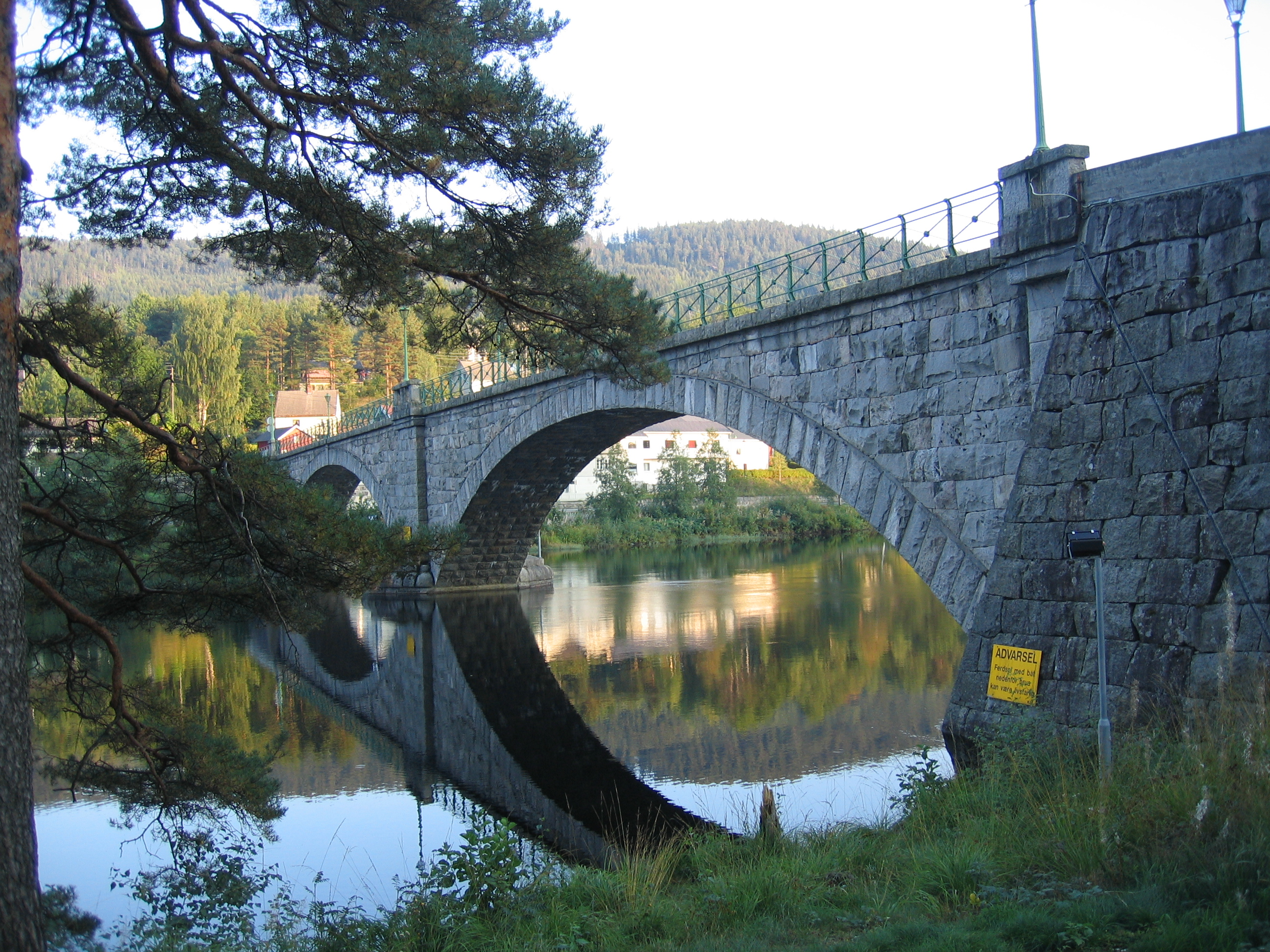
Brücke über die Nidelva in Åmli

Die Gemeinde grenzt im Westen an Bygland, im Süden an Froland, im Osten an Vegårshei sowie im Norden an Nissedal und Fyresdal im Fylke Telemark. Im Süden der Kommune liegt der See Nelaug, der vom Fluss Nidelva durchflossen wird. Dieser fließt zunächst in Nord-Süd-Richtung durch Åmli. Der Großteil des Gemeindeareals ist bewaldet.
Im Westen und Norden Åmlis liegen nahezu unbewohnte Bergheidegebiete. Die höchste Erhebung ist die Trongedalsnuten mit einer Höhe von 929,13 moh. im Nordwesten der Kommune.

## Einwohner
Das im geografischen Zentrum gelegene Åmli ist der einzige sogenannte Tettsted, also die einzige Ansiedlung, die für statistische Zwecke als eine städtische Siedlung gewertet wird. Zum 1. Januar 2024 lebten dort 704 Einwohner. Die Einwohnerzahlen sind ab 1945 meist gesunken. Ab etwa 2000 stabilisierten sich die Werte wieder.
Die Einwohner der Gemeinde werden Åmling genannt. Offizielle Schriftsprache ist wie in einigen weiteren Kommunen in Agder Nynorsk, die weniger weit verbreitete der beiden norwegischen Sprachformen.
| Jahr          | 1986 | 1990 | 1995 | 2000 | 2005 | 2010 | 2015 | 2020 | 2025 |
| ------------- | ---- | ---- | ---- | ---- | ---- | ---- | ---- | ---- | ---- |
| Einwohnerzahl | 2107 | 1999 | 1912 | 1862 | 1801 | 1861 | 1832 | 1836 | 1778 |

## Geschichte
Die Kommune Åmli wurde nach der Einführung der kommunalen Selbstverwaltung im Jahr 1837 gegründet. Im Jahr 1876 wurde Mykland abgetrennt. Zum 1. Januar 1908 hin wurden zudem Tovdal und Gjøvdal eigenständig. Gjøvdal wurde 1960 wieder Teil von Åmli, Tovdal kehrte schließlich am 1. Januar 1967 zurück. Bis zum 31. Dezember 2019 gehörte Åmli der damaligen Provinz Aust-Agder an. Diese ging im Zuge der Regionalreform in Norwegen in die zum 1. Januar 2020 neu geschaffene Provinz Agder über.
In der Ortschaft Åmli steht die Åmli kirke, eine Holzkirche aus dem Jahr 1909.

## Wirtschaft und Infrastruktur

### Verkehr

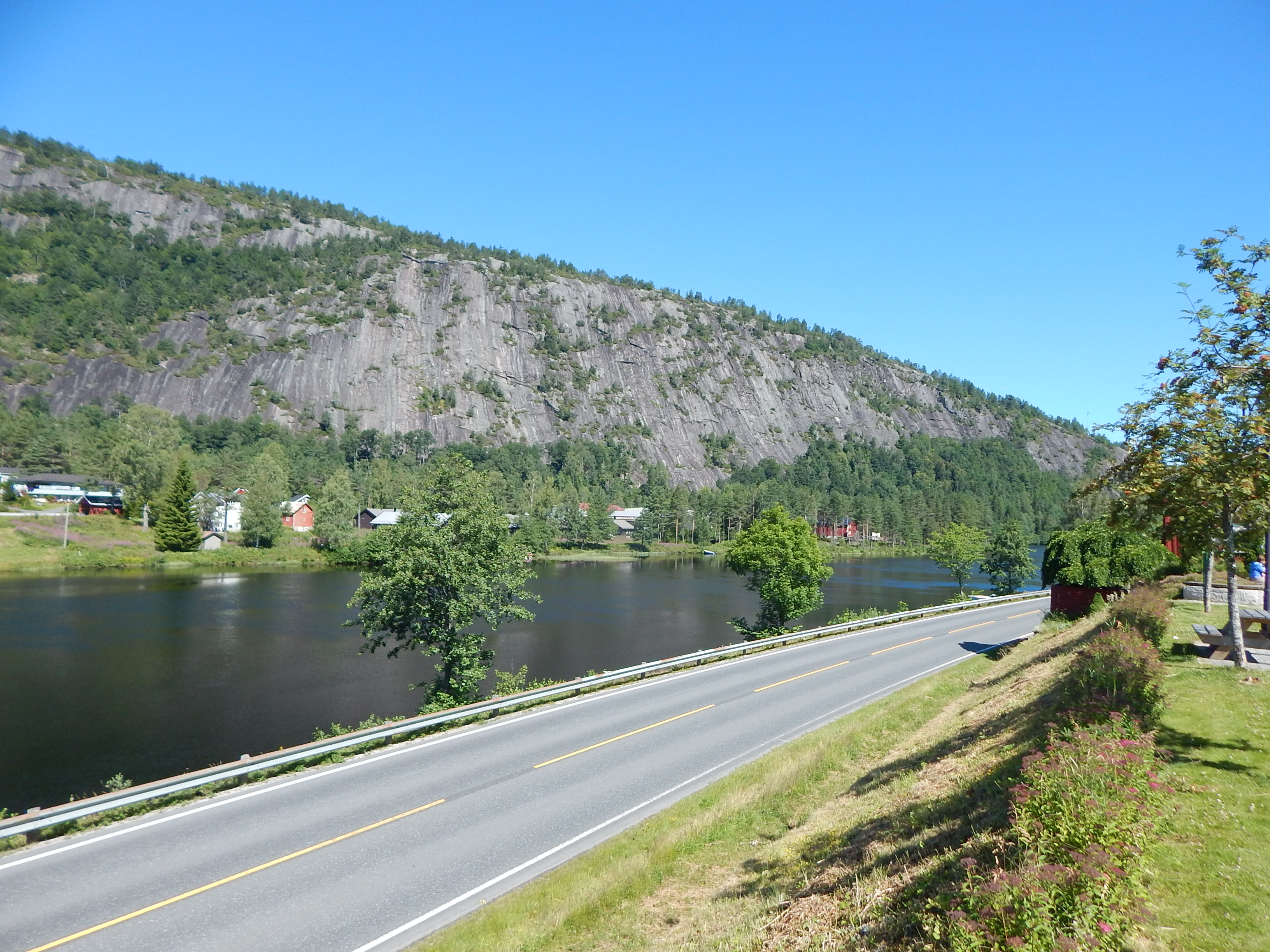
Riksvei 41

Am See Nelaug befindet sich ein Bahnhof, der von Zügen der Arendalsbanen angefahren wird. Der Bahnhof stellt den Endpunkt der Linie dar. Die wichtigste Straßenroute ist der Fylkesvei 41, der in Nord-Süd-Richtung die Gemeinde durchquert, und unter anderem die Verbindung an die Südküste Norwegens herstellt.

### Wirtschaft
Die Forstwirtschaft stellt eine wichtige Einnahmequelle für Åmli dar. In der Landwirtschaft ist vor allem die Tierhaltung von Bedeutung, wobei besonders auf die Schafhaltung gesetzt wird. In der Industrie ist die Holzindustrie eine wichtige Branche. Im Jahr 2019 arbeiteten von 828 Menschen 544 in Åmli selbst, die weiteren Arbeitnehmer verteilten sich auf Kommunen wie Arendal, Nissedal oder Tvedestrand.

## Wappen und Name
Das seit 1987 offizielle Wappen zeigt einen silbernen Biber auf blauem Hintergrund. Es soll die traditionell in Åmli angesiedelten Biber darstellen. Der Name setzt sich aus den beiden Bestandteilen „Åm“ und „li“ zusammen, erster leitet sich dabei von „Alm“ ab.

## Persönlichkeiten
- Emilie Olimstad (* 2000), Volleyball- und Beachvolleyballspielerin